# Ловетт, Мартин
Мартин Ловетт (англ. Martin Lovett;. 3 февраля 1927 — 29 апреля 2020) — британский виолончелист, профессор.
Получил первые уроки музыки у своего отца, виолончелиста Лондонского филармонического оркестра. В 1947 г. присоединился как самый младший участник к трём австрийским музыкантам еврейского происхождения, бежавшим в Великобританию после Аншлюса (Норберт Брайнин, Зигмунд Ниссель, Петер Шидлоф). Результатом этого содружества стал  Амадеус-квартет — один из наиболее значительных струнных квартетов середины XX века. За время своего сорокалетнего участия в этом ансамбле завоевал мировое признание, выразившееся, в частности, в высоких государственных наградах Великобритании, Австрии и Германии. Профессор Королевской академии музыки в Лондоне.